# Endomembraansysteem

Diagram van de verschillende compartimenten van het endomembraansysteem

Het endomembraansysteem wordt gevormd door verschillende membraan-omgeven compartimenten binnen het cytoplasma van eukaryotisch cellen. De belangrijkste onderdelen van het endomembraansysteem zijn het kernmembraan, het endoplasmatisch reticulum, het golgiapparaat, lysosomen, endosomen en het plasmamembraan. Deze compartimenten staan met elkaar in verbinding door middel van vesikeltransport, waarbij vesikels (blaasjes) worden afgesnoerd van het ene compartiment en fuseren met een ander. Het endomembraansysteem omvat niet de membranen van plastiden of mitochondriën, hoewel hun functies en ontwikkeling in de loop van de evolutie zijn verweven.
Het endomembraansysteem vervult een aantal belangrijke functies in de cel. Het coördineert de synthese van eiwitten in het ruw endoplasmatisch reticulum, de verdere modificatie en sortering van deze eiwitten in het golgiapparaat, en hun transport naar specifieke bestemmingen binnen of buiten de cel via vesikels. Daarnaast is het systeem betrokken bij de afbraak en recycling van celmateriaal (via lysosomen), en de regulatie van opname en afgifte van stoffen via het plasmamembraan. Het systeem draagt zo bij aan het behoud van de interne organisatie van de cel en aan de interactie met de omgeving.
Bij prokaryoten komen intracellulaire membranen niet voor. Er zijn enkele overgangsvormen bekend. Bij fotosynthetische bacteriën is het plasmamembraan bijvoorbeeld sterk ingeplooid, waardoor het oppervlak ervan intern vergroot wordt voor fotosynthese. Het intracellulair transport in eukaryoten is voor een belangrijk deel opgehelderd in gistcellen. In 2013 werd de Nobelprijs uitgereikt voor het onderzoek naar de mechanismen van vesikeltransport binnen het endomembraansysteem.

## Ontdekking
De ontdekking van het endomembraansysteem kwam geleidelijk tot stand in de loop van de 19e en 20e eeuw, parallel aan de ontwikkeling van microscopische technieken. In de 19e eeuw identificeerden biologen al bepaalde structuren in de cel, zoals de celkern, maar pas met de introductie van de elektronenmicroscoop in de jaren 1930 werd het mogelijk om de fijnere structuur van celorganellen te bestuderen. In decennia daarna werd het endoplasmatisch reticulum (ER) voor het eerst beschreven als een netwerk van membranen in het cytoplasma. Kort daarna volgde de ontdekking van het Golgicomplex, dat door Camillo Golgi al in 1898 werd waargenomen met zilverkleuring, maar pas decennia later algemeen erkend werd als een echt celorganel dankzij elektronenmicroscopie.
Gedurende de tweede helft van de 20e eeuw kregen onderzoekers steeds meer inzicht in hoe deze membraansystemen functioneel met elkaar verbonden zijn. De opkomst van biochemische technieken, zoals celfractionering en labeling met radioactieve isotopen, maakte het mogelijk om het transport van eiwitten en lipiden tussen organellen te volgen. In de jaren 1970 en 1980 werd duidelijk dat vesikeltransport aan de basis ligt van communicatie tussen organellen zoals het ER, het Golgiapparaat en lysosomen. De conceptuele samenhang van deze structuren als één gecoördineerd endomembraansysteem werd duidelijk, wat leidde tot het moderne begrip van dit systeem als een dynamisch netwerk dat essentieel is voor intracellulair transport en celorganisatie.

## Onderdelen van het endomembraansysteem

### Kernmembraan

Schema van de celkern, met de ribosoomrijke dubbele halflagen van de kernmembraan, het DNA (opgevouwen als chromatine) en de nucleolus

Het kernmembraan omgeeft de celkern en scheidt het kernplasma van het cytoplasma. Het bestaat uit twee lipide dubbellagen. Het buitenste kernmembraan loopt direct over in het membraan van het ruw endoplasmatisch reticulum (ER). Beide organellen bevatten ribosomen op hun oppervlak. Het buitenste en binnenste kernmembraan zijn met elkaar verbonden via openingen, de kernporiën, die regelen welke stoffen de kern in en uit mogen. Het transport door de kernporiën wordt sterk gereguleerd.
De ruimte tussen het binnenste en buitenste kernmembraan wordt de perinucleaire ruimte genoemd en staat in verbinding met het inwendige van het ruwe ER. De structuur van het kernmembraan wordt ondersteund door een netwerk van intermediaire filamenten, dat aan de binnenkant van de kern een netwerk vormt, de kernlamina. 
De kernporiën zijn zeer efficiënt in het selectief doorlaten van stoffen. Er vindt continu transport plaats: RNA en onderdelen van ribosomen moeten voortdurend vanuit de kern naar het cytoplasma, terwijl histonen, transcriptiefactoren, DNA- en RNA-polymerasen en andere belangrijke stoffen juist de kern binnen moeten. In een zoogdiercel bevinden zich ongeveer 3000 tot 4000 kernporiën. Tijdens DNA-synthese moet elke porie per minuut zo’n honderd histonmoleculen naar binnen vervoeren. In snelgroeiende cellen vervoert elke porie ook ongeveer 6 nieuwgevormde ribosoomdelen per minuut naar het cytoplasma, waar deze worden gebruikt voor eiwitsynthese.

### Endoplasmatisch reticulum

1 Celkern
2 Kernporie
3 Ruw endoplasmatisch reticulum
4 Glad endoplasmatisch reticulum
5 Ribosoom op het ER
6 Nieuwgevormde eiwitten
7 Transportvesikels
8 Golgi-apparaat
9 Cis-zijde van het golgiapparaat
10 Trans-zijde

Het endoplasmatisch reticulum (ER) is in wezen een verlenging van het kernmembraan. Het is een zeer omvangrijk, dynamisch membraanstelsel dat een centrale rol heeft in de biosynthese van eiwitten en lipiden. Meer dan de helft van het totale membraanoppervlak in eukaryotische cellen wordt gevormd door het ER. De binnenruimte van het ER wordt het lumen genoemd. Het lumen beslaat in sommige celtypen een aanzienlijk gedeelte van het totale celvolume.
Het endoplasmatisch reticulum is de plaats waar alle transmembraaneiwitten en lipiden voor alle celorganellen worden geproduceerd, inclusief het plasmamembraan. Ook alle eiwitten met een extracellulaire bestemming (secretie-eiwitten) worden in het ER gesynthetiseerd. Veel van de eiwitten die in het lumen van het endoplasmatisch reticulum voorkomen, bevinden zich daar dan ook slechts tijdelijk, omdat ze onderweg zijn naar andere locaties. Sommige eiwitten zijn permanent gelokaliseerd in het ER-lumen, zoals chaperonne-eiwitten. Deze eiwitten bevatten een hiervoor specifiek retentiesignaal.
Het endoplasmatisch reticulum bestaat uit die verschillen in functie: het ruwe ER en het gladde ER. Het ruwe ER bezit ribosomen op zijn oppervlak en synthetiseert transmembraaneiwitten, secretie-eiwitten en lysosomale eiwitten. In het ruwe ER ondergaan nieuwgevormde eiwitten vouwing, kwaliteitscontrole en posttranslationele modificaties. Het gladde ER heeft geen ribosomen en is onder meer betrokken bij de synthese van steroïdhormonen en fosfolipiden. Het vervult daarnaast zekere detoxificatieprocessen, met name in levercellen, via cytochroom P450-enzymen. Het gladde ER speelt ook een rol in calciumopslag, belangrijk voor signaaltransductie in spier- en zenuwcellen.

### Golgiapparaat

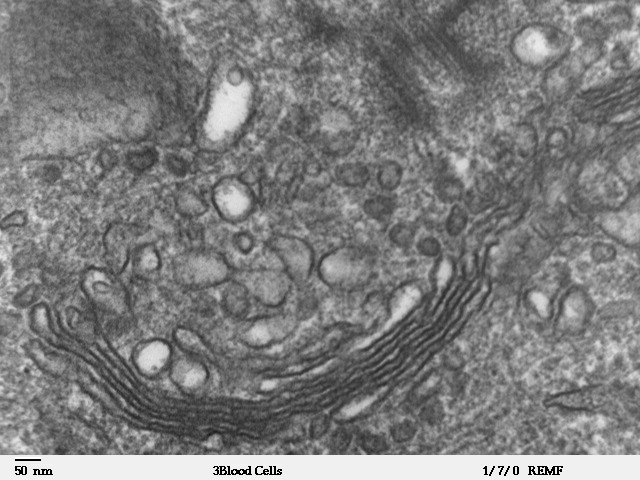
TEM-opname van een witte bloedcel met het boogvormige golgiapparaat, en diverse vesikels

Het golgiapparaat, ook wel golgicomplex genoemd, bestaat uit een verzameling van afgeplatte membranen (cisternen) waar voortdurend vesikels in en uit bewegen. Het golgiapparaat is een belangrijk transportorganel in de cel; hier komen vele transportstromen met nieuwgevormde eiwitten samen. De omvang van het golgiapparaat is afhankelijk van de specifieke functie van de cel. 
Het golgiapparaat wordt door de cel gebruikt voor verwerking, sortering en verdere modificatie van eiwitmoleculen. Het deel van het golgiapparaat dat de vesikels uit het ER ontvangt, staat bekend als de cis-zijde en bevindt zich meestal dicht bij het ER. Het tegenovergelegen uiteinde van het golgiapparaat wordt de trans-zijde genoemd; dit is waar de verwerkte eiwitmoleculen het organel zullen verlaten. De trans-zijde is meestal gericht naar het plasmamembraan, waar de meeste stoffen heen getransporteerd zullen worden voor uitgescheiding (exocytose) of verankering in het plasmamembraan.
Het golgiapparaat zit vol met enzymen en eiwitten ondergaan vele veranderingen tijdens hun passage door dit organel. Belangrijk is de synthese en modificatie van koolhydraatstructuren aan eiwitten, om een correct glycoproteïnen te vormen. Het golgiapparaat past de suikerketens op verschillende manieren aan en produceert zo een grote verscheidenheid aan oligosachariden. Naast het modificeren van eiwitten, produceert het golgiapparaat zelf ook macromoleculen. In plantencellen vormt het bijvoorbeeld pectines en andere polysachariden die nodig zijn voor de weefselstructuur.

### Tonoplast
Een vacuolemembraan of tonoplast is in plantaardige cellen een enkel membraan dat de vacuole scheidt van de rest van het cytoplasma. De tonoplast speelt een rol bij de turgor van de cel, reguleert de verplaatsing van ionen door de cel en isoleert stoffen die mogelijk schadelijk kunnen zijn voor de cel.